# Torremocha de Jarama
Torremocha de Jarama est une commune de la communauté de Madrid, en Espagne.